# One North Wacker
El One North Wacker, antiguamente conocido como UBS Tower, es un rascacielos situado en Chicago, la ciudad más poblada del estado de Illinois (Estados Unidos). Mide 199 metros de altura y tiene 50 pisos.